# Мартін Кляйн
Мартін Кляйн (чеськ. Martin Klein, нар. 2 липня 1984, Брно) — чеський футболіст, що грав на позиції захисника, зокрема за «Тепліце» та національну збірну Чехії.

## Клубна кар'єра
У дорослому футболі дебютував 2000 року виступами за команду «Спарта» (Прага), в якій провів два сезони, взявши участь у 4 матчах чемпіонату. 
Згодом з 2002 по 2003 рік грав у складі команд «Тепліце» та «Спарта» II.
Своєю грою за останню команду знову привернув увагу представників тренерського штабу клубу «Тепліце», до складу якого повернувся 2004 року. Цього разу відіграв за команду з Тепліце наступні шість сезонів своєї ігрової кар'єри. Більшість часу, проведеного у складі «Тепліце», був основним гравцем захисту команди.
Протягом 2010—2019 років захищав кольори клубів «Коньяспор», «Ференцварош», «Тепліце», «Кайсар», «Жетису», «Моторлет Прага», «Біркіркара», «Вікторіє Їрни», «Бенатки-над-Їзероу» та «Раковник».
Завершив ігрову кар'єру у команді «Кікерс» (Зельб) з однієї з німецьких регіональних ліг, за яку виступав протягом 2020 року.

## Виступи за збірні
У 1999 році дебютував у складі юнацької збірної Чехії (U-15), загалом на юнацькому рівні взяв участь у 51 іграх, відзначившись 8 забитими голами.
Протягом 2004–2007 років залучався до складу молодіжної збірної Чехії. На молодіжному рівні зіграв у 22 офіційних матчах.
У 2009 році провів свій єдиний офіційний матч у складі національної збірної Чехії.